# Notonykia
Notonykia Nesis, Roeleveld e Nikitina, 1998 è un genere che comprende due specie di calamari della famiglia degli Onicoteutidi originarie delle acque subantartiche e scoperte solo di recente. La caratteristica principale delle specie di questo genere è il numero intermedio di pieghe occipitali, lo scarso numero di uncini sulle clave tentacolari e quello elevato di ventose (30-40) sulla porzione distale delle stesse, che ricoprono la parte terminale del tentacolo e la porzione distale della clava vera e propria.

## Tassonomia
Il genere comprende due specie:
- Notonykia africanae Nesis, Roeleveld & Nikitina, 1998;
- Notonykia nesisi Bolstad, 2007.